# Lübecker Senat 1924 bis 1926

Flagge Lübecks 1890–1935

Der Senat der Freien und Hansestadt Lübeck als Kabinett in den Jahren 1924 bis 1926. Die Liste umfasst den Zeitraum der dritten Legislaturperiode der Lübecker Bürgerschaft als Landesparlament in der Zeit der Weimarer Republik vom 10. Februar 1924 bis zur Bürgerschaftswahl am 14. November 1926.

## Bürgermeister
- Johann Martin Andreas Neumann, seit 1. Januar 1921, Senator seit 1904. Rücktritt am 3. Juni 1926 nach Misstrauensvotum der Bürgerschaft.
- Paul Löwigt (SPD), ab 22. Juni 1926, Senator seit März 1919

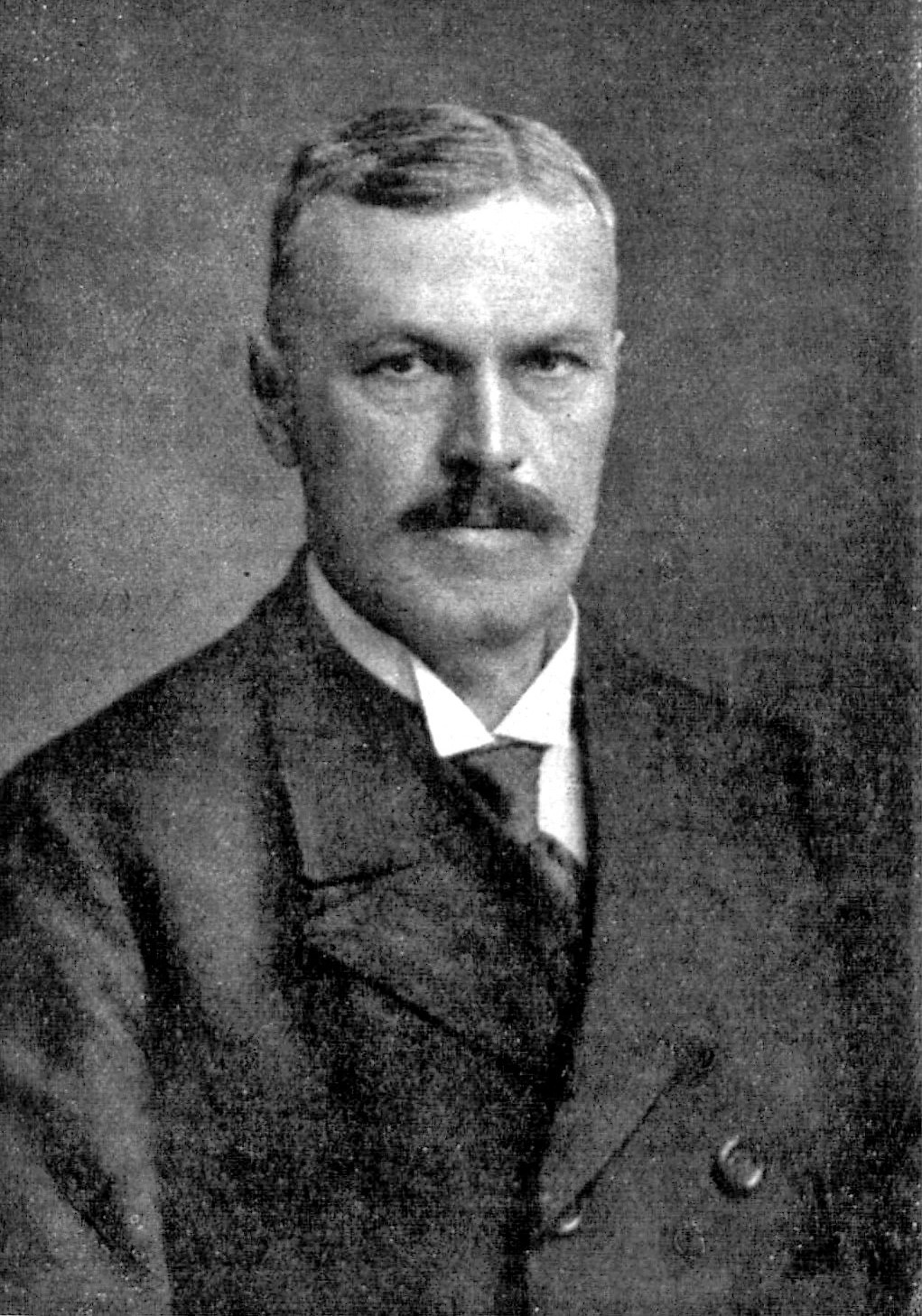
Johann Martin Andreas Neumann

## Senatoren
- Alfred Stooß, seit 1897. Ruhestand 12. April 1925.
- Eugen Emil Arthur Kulenkamp, seit 1902. Ruhestand 12. April 1925.
- Johann Heinrich Evers, seit 1903. Ausgeschieden 22. Mai 1926.
- Julius Vermehren, seit 1904
- Johann Paul Leberecht Strack, seit 1906
- Georg Kalkbrenner, seit 1907
- Paul Hoff (SPD), seit März 1919
- Albert Henze (SPD), seit März 1919
- Fritz Mehrlein (SPD), seit März 1919
- William Bromme (SPD), seit September 1919. Ausgeschieden 21. April 1925.
- Otto Friedrich (SPD), seit 1921. Ausgeschieden am 24. April 1925.
- August Niebour (DVP), seit 27. April 1925
- Alfred Dreger (SPD), seit 27. April 1925
- Carl Heinsohn (DVP), seit 27. April 1925
- Heinrich Eckholdt, seit 18. Juni 1926
- Paul Geister, seit 18. Juni 1926